# Katastrofa autobusu w Gjegjan
Katastrofa autobusowa w Albanii – katastrofa drogowa, do której doszło 17 lipca 2010 w okolicy albańskiej miejscowości Dom (gmina Gjegjan). W katastrofie zginęło 14 osób, w tym kilkoro dzieci, 12 osób zostało rannych.
Do wypadku doszło na drodze prowadzącej z Rrëshen do Fushë Arez. Autobus osunął się ze zniszczonej drogi, wpadając w 30-metrową przepaść do rzeki Fan i Madh. Autobusem podróżowali turyści wracający z nadmorskiej miejscowości Durres. Władze kraju wprowadziły 18 lipca żałobę narodową. Rannych w wypadku odwiedzili w szpitalu w Tiranie m.in. prezydent Albanii Bamir Topi oraz premier Sali Berisha.